# 象鼻圍盾介殼蟲
象鼻圍盾介殼蟲（学名：Fiorinia proboscidaria）为盾介殼蟲科圍盾介殼蟲屬下的一个种。